# آلفرد رایسنائر
آلفرد رایسنائر (آلمانی: Alfred Reisenauer؛ ‏ ۱ نوامبر ۱۸۶۳ – ۳ اکتبر ۱۹۰۷) آهنگساز، موسیقی‌دان، نوازنده پیانو، مدرس موسیقی و استاد دانشگاه اهل آلمان بود.
او یکی از شاگردان فرانتس لیست و یکی از بزرگترین معلمان و نوازندگان پیانو در عصر خود و همچنین استاد اصلی پیانو در «هنرستان موسیقی زوندرزهاوزن» بود.
از شاگردان او می‌توان به سرگئی بورتکویچ اشاره کرد.